# 二氯汞基四羰基铁
二氯汞基四羰基铁是一种金属有机化合物，化学式为Fe(CO)4(HgCl)2，它可由五羰基铁在乙醇中和氯化汞反应得到。其分子中的一至两个羰基可以被其它配体取代，生成Fe(CO)2(py)2(HgCl)2等化合物。其氯汞基也能被其它金属基取代，如和锌反应，可以得到(ClZn)2Fe(CO)4；和Bu3SnCl反应，得到(Bu3Sn)2Fe(CO)4。它的热分解产物是氧化铁。